# Ventimila leghe sotto i mari (film 1907)
Ventimila leghe sotto i mari (Vingt mille lieues sous les mers) conosciuto anche come Duecentomila leghe sotto i mari o Duecentomila leghe sotto il mare (in originale anche Deux Cents Milles sous les mers ou le Cauchemar du pêcheur) è un cortometraggio del 1907 diretto da Georges Méliès. Costituisce uno dei primi adattamenti cinematografici del romanzo omonimo Ventimila leghe sotto i mari di Jules Verne (nel 1905 era già uscito negli Stati Uniti un 20,000 Leagues Under the Sea diretto da Wallace McCutcheon).
Divenne una delle prime pellicole a colori quando fu colorata a mano, fotogramma per fotogramma, da alcune operaie.

## Trama
Il film è ambientato in un oceano pieno di creature fantastiche, in cui il capitano Nemo (interpretato dal Méliès), dentro il suo sommergibile Nautilus, deve combattere contro dei granchi, ippocampi e una piovra gigantesca.
Ad un certo punto del viaggio, Nemo esce dal Nautilus per compiere un'esplorazione, ma viene aggredito da un gruppo di sirene che gli impediscono di nuotare.
L'uomo si agita, si dibatte e poi si sveglia: era stato tutto un sogno.

## Produzione
Georges Méliès ha impiegato il corpo di ballo dello Châtelet per il film, girato negli studi di Montreuil dove furono impiegati ingegnosi macchinari per i numerosi effetti speciali.

## Distribuzione

### Data di uscita
- Francia  1907